# Josep Manso i Solà
Josep Manso i Solà   (Borredà, 26 de setembre de 1785 - Madrid, 22 de març de 1863) fou tinent general de l'exèrcit reial en els regnats de Ferran VII i Isabel II.

## Biografia

### Orígens i Guerra del Francès
Va néixer a Borredà (Berguedà) i va exercir de moliner a Can Villaura, parròquia de Ripoll. Més endavant va anar a viure a la Verneda, al municipi de Sant Martí de Provençals (actualment Barcelona), i durant la Guerra del Francès (1808-1814) va distingir-se com a oficial d'una partida de miquelets que ell mateix finançà. Amb el transcurs de la guerra i la seva inserció com a oficial en l'exèrcit espanyol, desenvolupà un paper important en la lluita contra el francès. Destacà per la seva eficàcia militar i les accions estratègiques en combat, ascendint a tinent coronel el 1810. Fou comandant en cap del Batalló de Caçadors de Catalunya en diversos atacs contra els francesos a la Bisbal, Molins de Rei, Vic, Martorell, Pallejà, Sant Andreu de la Barca, Altafulla, Vila-seca o Olot, entre altres indrets de Catalunya. La seva figura era coneguda a nivell militar i també popular, essent lloada fins i tot pel mateix Ferran VII. El 1815 va ser ascendit a Brigadier dels Reials Exèrcits per acumulació de mèrits, a la vegada que se li assignava el càrrec de Governador de la Ciutadella de Barcelona (1814) després de conquerir-la, i atorgant-li la Creu Llorejada de Sant Ferran (1815). El mateix any va ser assignat comandant d'una brigada de l'exèrcit d'observació del Pirineu, quan Napoleó desembarcà de l'Illa d'Elba.

### Trienni Liberal (1820-1823)
El 1820, fou designat governador del Castell d'Hostalric. Amb l'esclat del Trienni Constitucional (1820-1823) i l'auge de les revoltes de caràcter antiabsolutista i liberal en contra del govern de Ferran VII, hagué de fer front i sufocar els avalots que hi hagué a la zona. Per la seva eficàcia i persistència en l'extinció dels pronunciaments liberals, el Govern Central el traslladà a Tarragona perquè hi apliqués les mateixes mesures. Per la seva distinció, l'anomenaren governador de Vilafranca del Penedès i, més tard, de Tarragona. Quan l'entrada a Espanya dels Cent Mil Fills de Sant Lluís, es proclamà a favor dels liberals i combaté les tropes franceses, però amb la caiguda del Trienni Liberal es lliurà a les forces realistes. Un tribunal de depuració l'absolgué, ascendint-lo a Mariscal de Camp el 1823, a més de ser condecorat amb la Medalla de los Persas.

### Guerres Carlines i regència d'Isabel II
Seguint les ordres del Capità General del Principat de Catalunya, sufocà les revoltes emmarcades dins la Guerra dels Malcontents (març-setembre de 1827), partidària de la Regència d'Urgell, i que anava en contra de les mesures de caràcter liberal del govern de Ferran VII. Com a recompensa, fou nomenat governador militar i polític de Màlaga (1828). Durant la Guerra dels Set Anys (1833-1840) va lluitar a les files isabelines del bàndol moderat ocupant diferents capitanies generals del territori estatal. El 1829 fou nomenat governador de Cadis fins al 1833, va jurar lleialtat a la regent Isabel II, i posteriorment, com a mostra d'agraïment per la seva tasca al capdavant de la ciutat, en va ser nomenat Canonge Honorífic. Per la seva tasca, Isabel II li atorgà la Gran Creu d'Isabel la Catòlica (1834), i el nomenà Capità General de Castella la Vella i l'ascendí a Tinent General dels Reials Exèrcits (1835). Fou reclamat per ajudar a sufocar les Bullangues de 1835 a Barcelona, però decidí retornar a Valladolid degut a l'increment de la tensió liberal d'aquesta zona. Per la seva eficàcia per combatre els enemics de la corona, el 1837 li confiaren la defensa de Madrid contra l'intent de capturar la capital per part dels carlins, coneguda com a Expedició Reial. Seguidament fou nomenat Capità General de Galícia el 1837, però demanà la dimissió, ja que se li demanava aplicar mesures poc convencionals que anaven contra els seus principis i demanà el retorn a Madrid; fou nomenat vocal de la Junta Auxiliar de Guerra.
Manso es va convertir en una figura molt popular per les victòries de les seves actuacions, i com a recompensa li fou atorgada la Gran Creu de Carles III (1835) i el títol de Comte del Llobregat i Vescomte de Montserrat (1844), havent estat condecorat el mateix any la Gran Creu de Justícia de Sant Hermenegild. Realitzà tasques en la hisenda pública entre 1835 i 1845. Destaca la seva acció contra el contraban que hi havia a la ciutat de Villalon el 1845, dipòsit del contraban de les dues Castelles (Castella la Nova i Castella la Vella, tenint en compte la divisió provincial de 1833) i províncies. Destacaven pel tràfic de pólvora i sofre, entre d'altres, ja que aquesta pràctica perjudicava seriosament els interessos de la zona i part de l'economia de l'estat. Va atacar el poble evitant danys a la població i va destruir els magatzems i dipòsits de productes per tal d'eliminar la seva activitat i existència. Aquest fet li comportà els agraïments de molts industrials i polítics de l'àmbit estatal, com per exemple, de la Comissió de Fàbriques de filaments, teixits i estampats de cotó de Catalunya.
Posteriorment, hagué de fer front a les revoltes liberals de la zona de Castella, postulant-se com a fidel partidari i defensor de la reina Isabel II. Quan la guerra civil esclatà al regne de Portugal, coneguda com a Guerra de la Patuleia, pels continus aldarulls, pronunciaments i revoltes liberals, el general Mansó fou mobilitzat a la frontera amb Portugal i fou condecorat amb la Gran creu de l'Orde de Crist (1846, actual Orde Militar de Crist) pels seus serveis prestats. Posteriorment fou destinat a diverses capitanies generals: Aragó (1845), València (1846-1847) i Castella la Nova (1847). A partir de 1847 va passar temporades a la masia anomenada Can Manso, a Cornellà de Llobregat, que era una herència de la seva dona, Felipa Juliol i Quevedo. A la façana de la masia es conserva el seu escut d'armes. Finalment, el 1852, després de molts anys de servei actiu, aconseguí plaça fixa a Madrid i penjà l'espasa després de molts anys al servei de la Corona Espanyola.

## Condecoracions
En una làmina del tinent general Josep Manso i Solà, localitzades a la biblioteca del Palau Reial de Madrid i a la Biblioteca Nacional, hi hales següents condecoracions;
1. Medalla de los Persas: coneguda també com a “Cruz de Distinción de los Sesenta y Nueve Diputados Fieles”, fou atorgada el 1823 en honor dels 69 diputats que firmaren el Manifest dels Perses”, un document signat per diputats de les Corts de Cádiz exhortant al Rei a derogar la Constitució de Cadis i reimplantar l'absolutisme.
2. Reial i Militar Orde de Sant Ferran: constituïda per les Corts de Cádiz el 1811, és la màxima condecoració militar espanyola al valor. És concedida per haver realitzat actes de gran valor reconegut. Porta la placa i la medalla d'aquesta condecoració pertanyent a la primera i segona classe, respectivament.
3. Creu del Primer Exèrcit o de Catalunya: creada el 1815, consta de quatre braços triangulars esmaltats en blau turquesa. En el centre té un escut circular amb corona real en camp vermell i sota els pals de Catalunya sobre or. L'envolta la frase Defensor de mi Rey y del Principado. En el revers apareix el número 1. La cinta és blanca rivetejada de vermell.
4. Orde d'Isabel la Catòlica: creada per Ferran VII el 1815 en honor d'Isabel I de Castella, que s'atorga en reconeixement dels serveis en benefici del país. Amb una placa[10] a la pitrera, l'acompanya una banda de color blanc amb una franja de color blau celeste, amb una medalla al nus final.
5. Reial i Distingit Orde Espanyol de Carles III: creada pel rei Carles III el 1771, amb la finalitat de condecorar a aquelles persones que haguessin destacat especialment per les seves bones accions en benefici d'Espanya i la Corona. Consta com una placa a la pitrera, i una banda blau celeste amb una franja blanca al mig, on al nus també hi trobem la mateixa medalla.
6. Reial i Militar Orde de Sant Hermenegild: distinció militar creada per Ferran VII el 1814 a l'acabar la Guerra de la Independència, amb la finalitat de premiar els militars que es distingiren en aquesta contesa. En aquest cas la veiem amb categoria de placa, quedant una mica tapada per la banda de Carles III.
7. Orde Militar de Crist: ordre honorífica portuguesa que va heretar el nom de l'extinta Orde de Crist, i que és concedida per destacats serveis prestats en l'exercici de funcions en càrrecs diversos. Amb una placa a la casaca, porta una banda de color morat, i també hi figura una medalla al nus final de la banda.

## Poema de Jacint Verdaguer
Un dels primers poemes històrics de Jacint Verdaguer que va presentar l'any 1866 als Jocs Florals de Barcelona i amb el qual va guanyar un segon accèssit al clavell d'or i argent, juntament amb tres premis més per altres composicions que va presentar. Verdaguer va presentar aquest poema amb el títol A l'hèroe muntanyès En Josep Manso. El motiu d'aquest romanç va ser un concurs de poesia sobre la figura del general Josep Manso i Solà que havia mort tres anys abans.

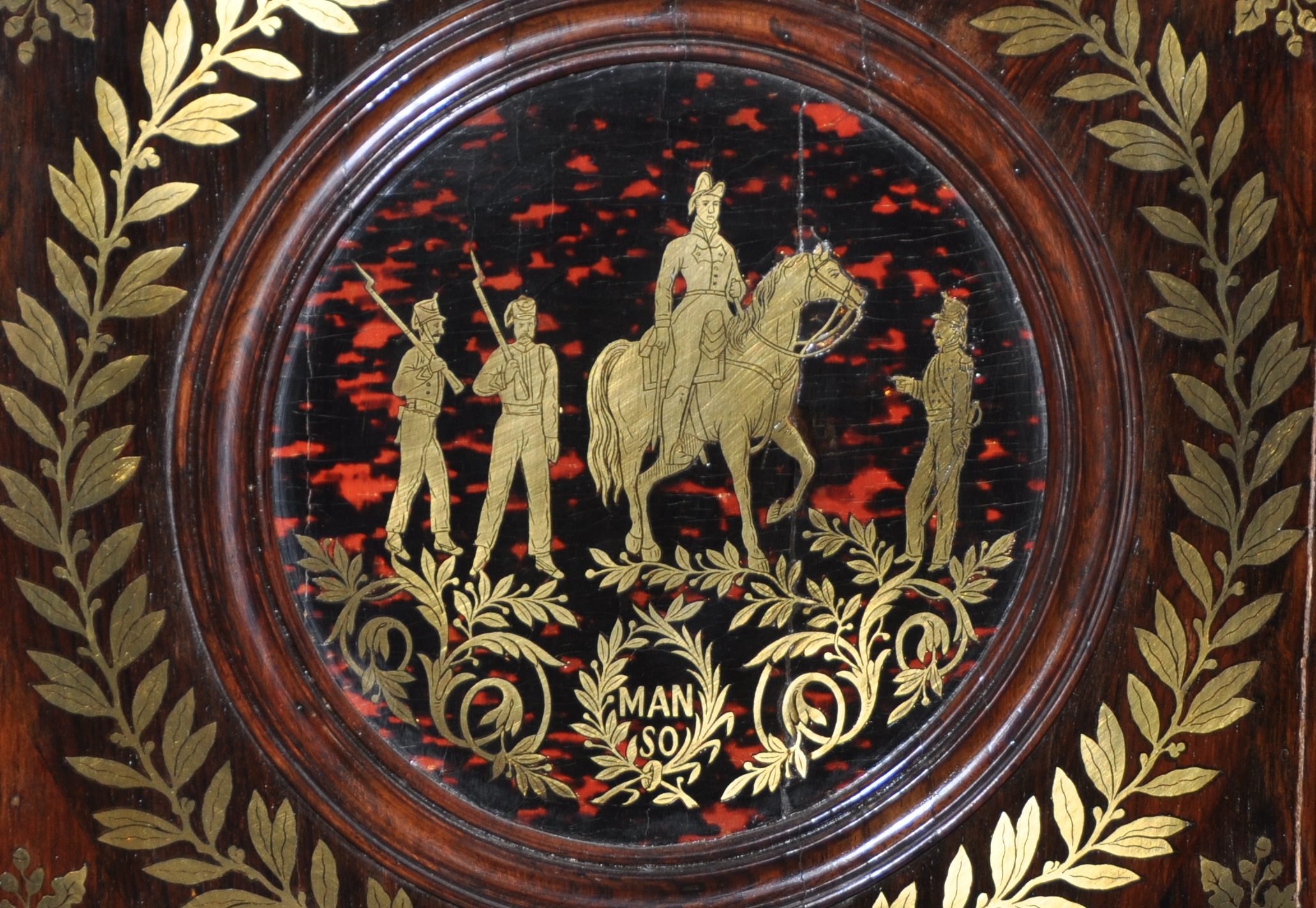
Josep Manso i Solà Detall de la decoració d'un moble commemoratiu de la Guerra del Francès obra de J.A. Cabanyeres (1866) Museu d'Història de Barcelona MUHBA

Per a Verdaguer, Manso era molt més que un militar, ja que tenia una vinculació força especial amb la seva família. La neboda del general, Emília Manso i de Zeffel, es va casar amb Marià de Picó i de Valls, que era l'amo del Mas Torrents de Tavèrnoles (Osona), on curiosament havia nascut el pare del poeta, ja que el seu avi hi treballava de masover. Durant molts anys el poeta va estar en contacte amb la família Picó. Fins i tot Jaume Junyent va dir que la neta del general –Carme de Picó i Manso, que va anar a la primera missa de Verdaguer– és la protagonista dels Amors d'en Jordi i Na Guideta. Els poemes historicopatriòtics no eren nous en Verdaguer, ja que també va escriure Nit de sang durant el mateix any. Justament, de la versió que el poeta va presentar als Jocs Florals de Barcelona el 1866 a la versió que va incorporar a Pàtria, hi ha uns canvis quasi tan significatius com el que va fer amb Nit de sang. En el cas de «Manso» va ser una reducció considerable, com també va fer amb el títol del romanç, i un canvi de visió de catalanista a espanyolista. A la versió del 1866, les gestes del general Manso són vistes com a catalanes i al servei de Catalunya, mentre que a la versió de Pàtria són vistes com a espanyoles en contra de l'enemic i invasor francès.
El romanç està compost per estrofes amb tres versos alexandrins (6 + 6) amb dos hexasíl·labs aguts que segueixen la rima AB, AAB. Ramon Pinyol (a l'edició crítica de Pàtria, Vic: EUMO, 2002) considera la forma estròfica com una variant del quintet, de la qual ignora la seva procedència, i és l'adequada per subratllar el contingut èpic del poema.
El principi del poema de Verdaguer fa referència als inicis del general, suposadament amb el començament de la Guerra del Francès. Expert en accions guerrilleres, Manso va aconseguir moltes victòries en aquella guerra. Verdaguer es va centrar en la Guerra del Francès a l'hora d'enaltir la figura del general, malgrat després aconseguís nombroses victòries i reconeixements. Les últimes estrofes són completament diferents a la primera versió, ja que en cap moment es fa referència a Espanya, com a país, encara que sí que fa referències a les batalles de Madrid, Saragossa i Bailén, donant a entendre que va ser gràcies als crits de Via fora! que la gent es va despertar i van guanyar les batalles.

## Premis i reconeixements
Un retrat seu forma part de la Galeria de Catalans Il·lustres de l'Ajuntament de Barcelona.